# Rouvroy-sur-Audry
Rouvroy-sur-Audry ist eine französische Gemeinde mit 528 Einwohnern (Stand 1. Januar 2022) im Département Ardennes in der Region Grand Est (vor 2016: Champagne-Ardenne). Sie gehört zum Arrondissement Charleville-Mézières, zum Kanton Signy-l’Abbaye und zum Gemeindeverband Ardennes Thiérache.

## Geographie
Die Gemeinde liegt im 2011 gegründeten Regionalen Naturpark Ardennen. Sie wird von der Audry, einem Nebenfluss der Sormonne, durchquert. Umgeben wird Rouvroy-sur-Audry von den Nachbargemeinden Neufmaison im Südosten, Vaux-Villaine im Westen, L’Échelle im Nordwesten und Norden sowie von den im Kanton Rocroi gelegenen Gemeinden Murtin-et-Bogny im Nordosten und Remilly-les-Pothées im Osten.

## Geschichte
Das Dorf wurde zu Beginn des 13. Jahrhunderts durch das Domkapitel der Kathedrale von Reims gegründet.
Während der Schlacht bei Rocroi wurde der Ort niedergebrannt.
1967 wurde die bis dahin eigenständige Gemeinde Servion nach Rouvroy-sur-Audry eingemeindet.

## Bevölkerungsentwicklung
| Jahr                       | 1962 | 1968 | 1975 | 1982 | 1990 | 1999 | 2007 | 2018 |
| Einwohner                  | 279  | 475  | 503  | 602  | 537  | 539  | 562  | 577  |
| Quellen: Cassini und INSEE |      |      |      |      |      |      |      |      |

## Sehenswürdigkeiten
- Kirche Sainte-Elisabeth in Rouvroy-sur-Audry
- Wehrkirche Saint-Étienne im Ortsteil Servion, erbaut im 16. Jahrhundert. Das Portal wurde 1829 erneuert. Der Glockenturm wurde 1981 als Monument historique eingestuft, die Kirche als Denkmal registriert.[1]

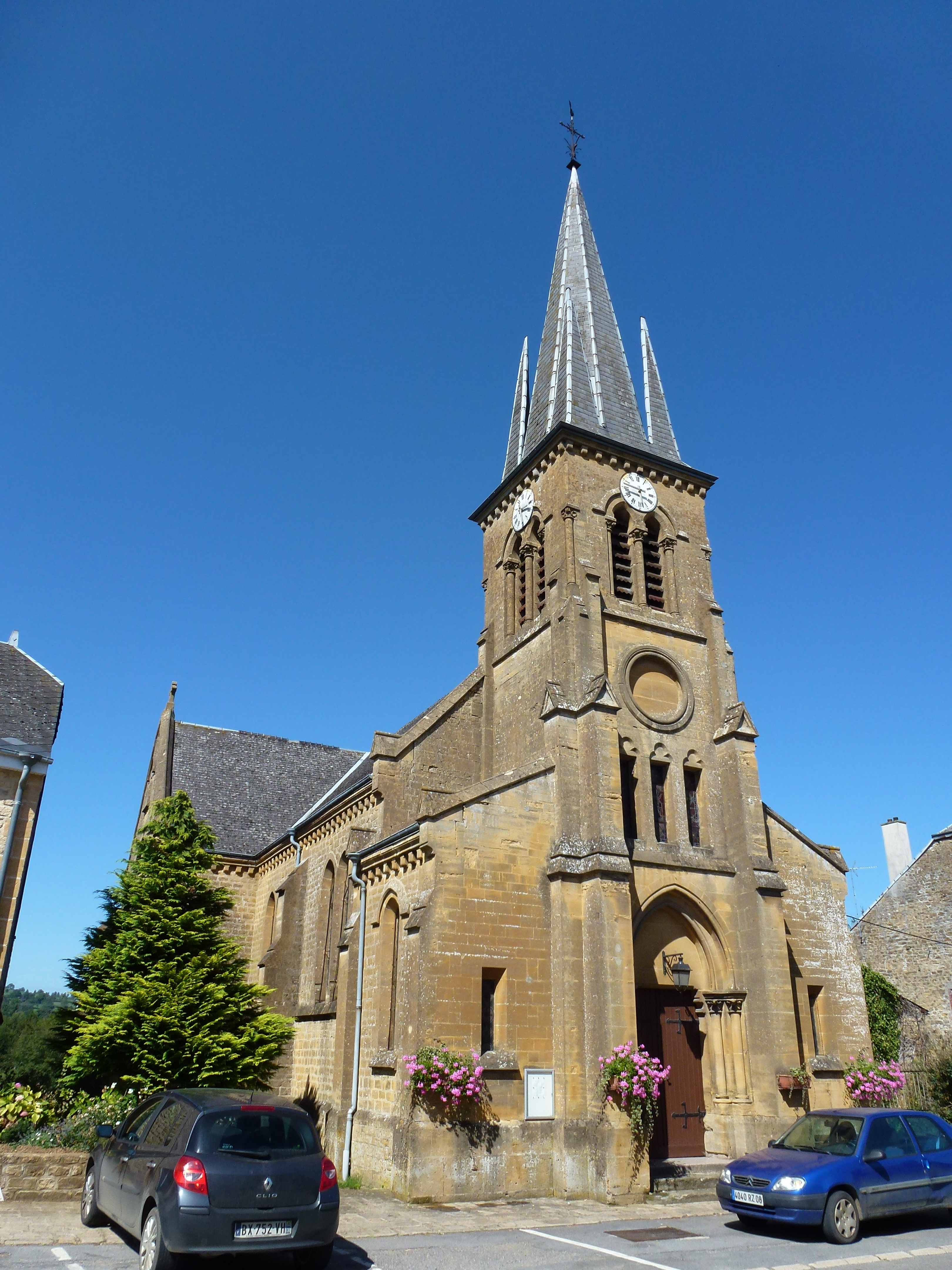
Kirche Sainte-Elisabeth in Rouvroy
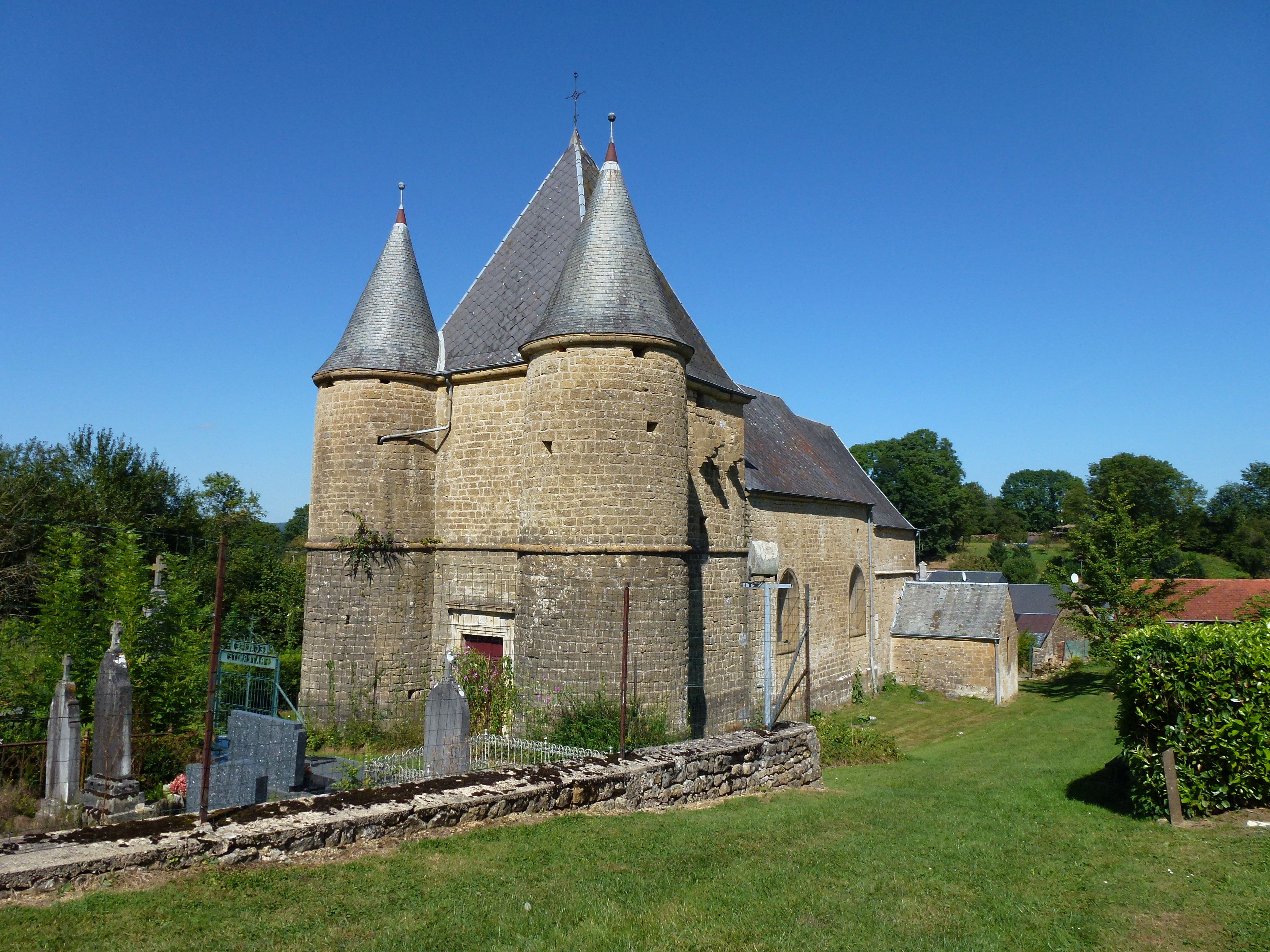
Kirche Saint-Étienne in Servion